# 자넬라 살바도르
자넬라 살바도르(Janella Salvador, 1998년 3월 30일 ~ )는 필리핀의 가수, 배우이다.